# Sierra Leona en los Juegos Olímpicos de París 2024
Sierra Leona estuvo representada en los Juegos Olímpicos de París 2024 por cuatro deportistas, tres mujeres y un hombre, que compitieron en tres deportes.
Los portadores de la bandera en la ceremonia de apertura fueron el nadador Joshua Wyse y la judoka Mariama Koroma. El equipo olímpico sierraleonés no obtuvo ninguna medalla en estos Juegos.